# Phialotubus microsporus
Phialotubus microsporus är en svampart som beskrevs av R.Y. Roy & Leelav. 1966. Phialotubus microsporus ingår i släktet Phialotubus, divisionen sporsäcksvampar och riket svampar.   Inga underarter finns listade i Catalogue of Life.